# كلينتون آدامز
كلينتون آدامز (بالإنجليزية: Clinton Adams)‏ هو رسام وفنان ومؤرخ أمريكي، ولد في 11 ديسمبر 1918 في غلينديل في الولايات المتحدة، وتوفي في 13 مايو 2002 في ألباكركي في الولايات المتحدة بسبب سرطان الكبد.